# The Fat of the Land
The Fat of the Land — третій студійний альбом британського електронного гурту The Prodigy, випущений 30 червня 1997 року лейблом XL Recordings у Великій Британії та Maverick Records у США. Альбом став одним із найуспішніших релізів електронної музики 1990-х років, зайнявши перші місця у чартах понад 20 країн та розійшовшись накладом понад 10 мільйонів копій.
Назва альбому походить від англійського ідіома «to live off the fat of the land», що означає «жити у достатку».

## Передумови створення
Після успіху Music for the Jilted Generation (1994) The Prodigy стали одними з головних представників рейв-культури Великої Британії. Ліам Хоулетт вирішив вивести звучання гурту на новий рівень, змішавши електроніку з агресивною панк-енергією та вокалом Кіта Флінта і Максіма Реаліті.
Запис альбому тривав у 1996—1997 роках. У цей період гурт значно змінив свій сценічний імідж: Флінт перетворився з танцівника на фронтмена з яскравим вокалом та шокуючою зовнішністю.

## Музичний стиль і продакшн
The Fat of the Land поєднує біґ-біт, брейкбіт, індастріал, хіп-хоп і навіть елементи панк-року. Ліам Хоулетт активно використовував семпли з рок-треків 60-х і 70-х, додаючи їм сучасного електронного звучання.
Запис відбувався з використанням Akai S3200, Roland Juno-106, секвенсерів Atari ST, Cubase та Logic Audio. Мікшування проводилось з метою створення "живої" атмосфери, яка нагадувала рок-концерти.

## Трек-лист
Стандартне видання (UK, 1997)
| №  | Назва               | Автор(и)                     | Тривалість |
| -- | ------------------- | ---------------------------- | ---------- |
| 1  | "Smack My Bitch Up" | Ліам Хоулетт                 | 5:43       |
| 2  | "Breathe"           | Ліам Хоулетт, Maxim          | 5:35       |
| 3  | "Diesel Power"      | Ліам Хоулетт, Kool Keith     | 4:17       |
| 4  | "Funky Shit"        | Ліам Хоулетт                 | 5:16       |
| 5  | "Serial Thrilla"    | Ліам Хоулетт, Кіт Флінт      | 5:11       |
| 6  | "Mindfields"        | Ліам Хоулетт                 | 5:40       |
| 7  | "Narayan"           | Ліам Хоулетт, Crispian Mills | 9:05       |
| 8  | "Firestarter"       | Ліам Хоулетт, Кіт Флінт      | 4:39       |
| 9  | "Climbatize"        | Ліам Хоулетт                 | 6:38       |
| 10 | "Fuel My Fire"      | Ліам Хоулетт, Saffron        | 4:19       |

Японське видання
- 11. "Molotov Bitch" — 4:51

Перевидання 2004 (Expanded Edition)
- Бонусні ремікси: Smack My Bitch Up (DJ Hype Remix), Firestarter (Instrumental) та інші.

## Сингли
- Firestarter — березень 1996 (UK #1)
- Breathe — листопад 1996 (UK #1)
- Smack My Bitch Up — листопад 1997 (UK Top 10)

## Комерційний успіх
- 1 місце у чартах: Великої Британії, США (Billboard 200), Австралії, Німеччини, Франції.
- Продано понад 10 млн копій.
- Платинові сертифікації в США, Великій Британії, Австралії, Німеччині.

## Чартові позиції
| Країна          | Чарт                  | Пік |
| --------------- | --------------------- | --- |
| Велика Британія | UK Albums Chart       | 1   |
| США             | Billboard 200         | 1   |
| Австралія       | ARIA Albums Chart     | 1   |
| Німеччина       | Media Control Charts  | 1   |
| Франція         | SNEP Albums Chart     | 1   |
| Канада          | Canadian Albums Chart | 1   |
| Японія          | Oricon Albums Chart   | 2   |
| Швеція          | Sverigetopplistan     | 1   |
| Норвегія        | VG-lista              | 1   |
| Нідерланди      | Dutch Albums Chart    | 1   |

## Сертифікації та продажі
| Країна          | Сертифікація              | Продажі     |
| --------------- | ------------------------- | ----------- |
| США             | 2× Платиновий (RIAA)      | 2 000 000+  |
| Велика Британія | 3× Платиновий (BPI)       | 900 000+    |
| Німеччина       | 3× Платиновий (BVMI)      | 1 500 000+  |
| Франція         | Платиновий (SNEP)         | 300 000+    |
| Австралія       | Платиновий (ARIA)         | 140 000+    |
| Канада          | Платиновий (Music Canada) | 100 000+    |
| Світові продажі | —                         | 10 000 000+ |

## Відгуки критиків
Альбом отримав переважно позитивні відгуки:
- Rolling Stone: 4/5 — «Агресивна ікона електроніки».
- AllMusic: 5/5 — «Вершина жанру біґ-біт».
- NME: «Prodigy змінили уявлення про танцювальну музику».

## Обкладинка
Обкладинка зображує краба на пляжі, сфотографованого Філіпом Гріффіном. Дизайн створений Alex Jenkins (XL Recordings).

## Учасники запису
- Liam Howlett — продюсування, семплінг, програмування.
- Keith Flint — вокал (Firestarter, Serial Thrilla, Fuel My Fire).
- Maxim Reality — вокал (Breathe, Mindfields).
- Leeroy Thornhill — танцювальні партії, сценічний образ.

Гостьові виконавці
- Kool Keith — вокал на Diesel Power.
- Crispian Mills — вокал на Narayan.
- Saffron — вокал на Fuel My Fire.

## Вплив та спадщина
Альбом The Fat of the Land став знаковим не лише для гурту The Prodigy, але й для розвитку електронної музики 1990-х. Його вплив вийшов далеко за межі біґ-біт-сцени:
- Популяризація біґ-біту — реліз, разом із роботами The Chemical Brothers та Fatboy Slim, вивів біґ-біт у мейнстрім, зробивши його популярним серед широкої аудиторії.
- Синтез електроніки та року — агресивне звучання та роковий вокал Флінта вплинули на гурти Limp Bizkit, Linkin Park, Nine Inch Nails та Marilyn Manson.
- Саундтрек покоління рейву — треки з альбому часто використовувались у кіно, рекламі та комп’ютерних іграх (Charlie's Angels, Wipeout, ролики Nike).
- Кліп "Smack My Bitch Up" — став предметом суперечок та символом провокаційної культури 90-х. Попри цензуру, відео отримало культовий статус і нагороди MTV.
- Нове розуміння "електронного фронтмена" — Кіт Флінт перетворився з танцівника на головного вокаліста та іконічну постать альтернативної сцени.
- Мода та стиль — образи гурту (панк-фризури, татуювання, агресивна сцена) вплинули на субкультурний стиль кінця 90-х.
- Визнання у пресі — альбом потрапив до списків «1001 Albums You Must Hear Before You Die» та «500 Greatest Albums of All Time» (за версією Rolling Stone).

Альбом The Fat of the Land досі вважається одним із найвпливовіших у жанрі електронної музики та культовим артефактом 90-х.

### Семпли
Smack My Bitch Up
- ударний патерн з "Close (to the Edit)" гурту Art of Noise;
- вокальні фрагменти з "Give the Drummer Some" Ultramagnetic MCs.

Breathe
- фрагмент гітари з "Johnny the Fox Meets Jimmy the Weed" гурту Thin Lizzy;
- ударні семпли з архівів Kool Keith.

Diesel Power
- скретчі та вставки з треків старої школи хіп-хопу 80-х;
- Kool Keith записав оригінальний вокал, але частина ударних семплів узята з бібліотеки E-mu Emulator III.

Funky Shit
- семпл з "Let Me Clear My Throat" виконавця DJ Kool;
- вокальні фрагменти з репертуару Beastie Boys.

Serial Thrilla
- гітарний риф з "Selling Jesus" гурту Skunk Anansie;
- семпл ударних з "Saturday Night" Schoolly D.

Mindfields
- синтезаторні фрази, запозичені з "The Unknown" Recoil;
- семпли ритмічних ефектів з бібліотеки Roland.

Narayan
- вокальний семпл з "Guide Vocal" Genesis;
- елементи з "Song of the Siren" This Mortal Coil.

Firestarter
- гітарний риф з "SOS" Tenor Saw;
- вокальні вставки, запозичені з "Close to the Edit" Art of Noise.

Climbatize
- семпли струнних з "Raga Bhairav" Ravi Shankar;
- ритмічна основа з архівних бібліотек Akai.

Fuel My Fire
- кавер на "Fuel My Fire" гурту L7;
- додаткові гітарні семпли з живих записів концерту L7.

### Нагороди та визнання
- The Fat of the Land дебютував на 1-му місці у чарті UK Albums Chart та залишався там кілька тижнів.
- У США альбом очолив Billboard 200 і став двічі платиновим за даними RIAA (продано понад 2 млн копій).
- В Австралії реліз отримав статус п’ятиразової платини, а у Великій Британії — тричі платиновий сертифікат від BPI.
- Сингл Firestarter став першою піснею гурту, яка посіла 1-ше місце у UK Singles Chart і здобула нагороду «Best British Dance Act» на Brit Awards 1997.
- Breathe отримав премію «Best Single» на церемонії MTV Europe Music Awards (1997) та увійшов у Топ-10 у понад 20 країнах світу.
- Smack My Bitch Up був номінований на Grammy Award у категорії «Best Rock Instrumental Performance».
- У 1999 році журнал Q включив альбом до списку «50 кращих альбомів 90-х».
- У 2012 році The Fat of the Land потрапив до рейтингу «500 найкращих альбомів усіх часів» за версією Rolling Stone.

## Цікаві факти
- Smack My Bitch Up через назву та кліп викликав хвилю цензури.
- Firestarter став першим треком гурту, що досяг №1 у UK Singles Chart.
- У Climbatize використано семпл з I Wanna Rock гурту Twisted Sister.